# Ophicardelus quoyi
Ophicardelus quoyi är en snäckart som beskrevs av H. och Arthur Adams 1855. Ophicardelus quoyi ingår i släktet Ophicardelus och familjen dvärgsnäckor. Inga underarter finns listade i Catalogue of Life.